# Оно 2
«Оно́ 2» (англ. It Chapter Two) — американский фильм ужасов о сверхъестественном 2019 года, продолжение фильма «Оно» (2017). Основан на одноимённом романе 1986 года Стивена Кинга. Режиссёр — Энди Мускетти, автор сценария — Гари Доберман. В картине снимались Джессика Честейн, Джеймс Макэвой, Билл Хейдер, Исайя Мустафа, Джей Райан, Джеймс Рэнсон, Энди Бин и Билл Скарсгард. Действие происходит в 2016 году, через 27 лет после событий, описанных в первом фильме. В центре внимания второй части — взаимоотношения «Клуба неудачников», который воссоединяется, чтобы раз и навсегда уничтожить Оно.
О том, что «Оно» получит продолжение, стало известно ещё в феврале 2016 года. В сентябре 2017 года New Line Cinema объявила, что сиквел выйдет в сентябре 2019 года. Доберман написал сценарий, а Мускетти вернулся к должности режиссёра. Съёмки проходили с июня по ноябрь 2018 года в Pinewood Toronto Studios, Ошаве и Торонто; бюджет составил $79 млн.
Премьера «Оно 2» состоялась 26 августа 2019 года в театре Regency Village в Лос-Анджелесе. В кинотеатрах России фильм вышел 5 сентября 2019 года, в США — 6 сентября. Картина получила смешанные отзывы со стороны кинокритиков: положительно были отмечены игра актёров (в особенности Хейдера и Скарсгарда), музыка и верность роману, отрицательно — хронометраж и менее пугающая атмосфера, нежели в первой части. «Оно 2» снискал кассовый успех, собрав по всему миру более $473 млн при бюджете в $79 млн.
В 2025 году выйдет сериал «Оно: Добро пожаловать в Дерри» — приквел дилогии «Оно».

## Сюжет
В 2016 году, спустя 27 лет после событий первой части, в городке Дерри (штат Мэн) вечером в парке развлечений на фестивале «Дни Канала» гей-пара — Адриан Меллон и его парень Дон Хагарти нарвались на банду гомофобов. Парочку жестоко избивают, и Адриана сбрасывают с моста в реку. Спустившийся к берегу реки Хагарти видит, как на противоположном берегу клоун вытаскивает Адриана из воды, а затем убивает, вырвав зубами его сердце. Одновременно внезапно появляются тысячи красных шаров, летящих по ночному небу.
Майк Хэнлон, сидя в библиотеке, узнаёт по радио о случившемся и мчится к месту происшествия. Осматривая место убийства, он видит на одном из кустов часть резины красного шарика и надпись, сделанную кровью на опоре моста: «Возвращайтесь домой». Поняв, что «Оно», злое существо, также известное как клоун Пеннивайз, вернулось, Майк звонит другим членам «Клуба неудачников» — Биллу Денбро, Бену Хэнскому, Беверли Марш, Ричи Тозиеру, Эдди Каспбраку и Стэну Урису и просит их вернуться обратно в Дерри. Его друзья давным-давно разъехались из Дерри и живут своей жизнью: Билл стал писателем и пишет сценарии для кинофильмов, Эдди работает менеджером по рискам, взял в жёны женщину, как две капли воды похожую по характеру на свою мать, Ричи — ведущим комедийного шоу, Бен — крупным архитектором, Беверли — модным дизайнером, замужем за мужчиной, столь же жестоким, как и её отец, Стэнли — бизнесменом. Все «неудачники» уже забыли о своём детстве и обеспокоены звонками, но соглашаются вернуться, кроме Стэна, который из-за детских страхов перед давним кошмаром совершает самоубийство. Остальные участники воссоединяются в китайском ресторане, поначалу веселясь и вспоминая былое прошлое. Затем идиллию прерывает рассказ Майка о череде убийств, случившихся несколько дней назад. В этот момент «Оно» начинает мучить их галлюцинациями и сценой самоубийства Стэна. Почти все собираются уехать, кроме Билла, которого Майк уговаривает остаться и выслушать его.
Далее идут флешбэки о том, как Генри Бауэрс выжил после падения в колодец и отправился домой, где дежурила толпа полицейских, вывозящих тело мёртвого отца Генри. Увидев возвращающегося домой Бауэрса-младшего, полицейские арестовали его за убийство Оскара Бауэрса. В настоящее время, находясь в психиатрической больнице, Генри видит красный шарик, какой видел 27 лет назад, и устраивает истерику. Его отправляют в палату, где из-под кровати вылезает полуразложившееся существо, в котором Бауэрс узнаёт своего давнего друга — Патрика Хокстеттера. Мертвец возвращает Генри его нож. Ночью, убив санитаров, Генри сбегает из клиники и уезжает вместе с Пеннивайзом обратно в Дерри.
В это время Майк привозит Билла в библиотеку и рассказывает, как он встретился с индейским племенем, когда-то жившим в Дерри. Согласно их преданиям, «Оно» упало из космоса в Дерри миллионы лет назад, а ритуал «Чудь» способен уничтожить его раз и навсегда. Остальная часть компании собирает вещи в гостинице. Бен знает, что Беверли что-то от них скрывает и просит её рассказать. Девушка признаётся, что видела, как умер Стэнли и как в будущем умрут и остальные, если не остановить «Оно» в этот раз.
С большой неохотой «неудачники» всё же остаются в Дерри и приступают к подготовке ритуала. Чтобы ритуал сработал, каждый из «неудачников» должен иметь артефакт из своего прошлого, чтобы поместить его в кусок древней керамики. Беверли идёт в свой старый дом, где теперь живёт пожилая старушка миссис Кёрш, и находит любовное письмо, написанное Беном, хотя она всё ещё думает, что его написал Билл. На неё нападает Пеннивайз, принявший сначала облик старушки, а затем в образе отца Беверли. Ей чудом удаётся спастись из дома, который оказывается давно заброшенным. Ричи бродит по городу и приходит в заброшенный кинотеатр «Капитолий», в аркадных автоматах которого проводил в детстве всё свободное время. Ричи находит там оставленный в детстве жетон для игровых автоматов. Бен идёт в среднюю школу и также сталкивается с клоуном, который мучит его старыми кошмарами. Билл идёт к своему старому дому и в ливневой канализации, где был убит Джорджи, находит свой бумажный кораблик. Затем он встречает мальчика Дина, проживающего в доме Билла. Ребёнок жалуется, что часто слышит голоса из слива в ванной. Билл советует мальчику и его семье уехать из города. Эдди между тем идёт в местную аптеку и заказывает ингалятор. Он уже собирался уходить, как вдруг услышал крики своей мамы. Каспбрак спускается в подвал, где на него нападает прокажённый и пачкает его с ног до головы.
Билл в гостинице видит скейтборд, как у Дина, с посланием от «Оно», из которого следует, что Пеннивайз намерен убить мальчика. Билл бежит в парк развлечений, куда мальчик как раз собирался идти. Все жутко напуганы из-за встреч с клоуном, и Ричи решает уехать. Эдди идёт в ванную отмывать кожу от грязи прокажённого; там на него нападает Генри Бауэрс и ранит его ножом в щеку. Затем Генри едет в библиотеку и нападает там на Майка, но оказывается убит вовремя подоспевшим Ричи. Билл тем временем бегает по парку развлечений, пытаясь предупредить Дина, но опаздывает, и Пеннивайз съедает мальчика. Потрясённый, Билл возвращается в дом на Нейболт-стрит, чтобы убить «Оно». Остальные «неудачники» едут за ним.
Зайдя в дом, каждый из них вновь сталкивается со своими уже взрослыми кошмарами. Друзья спускаются в пещеру под канализацией и начинают ритуал рядом с останками метеорита, принёсшего «Оно» на Землю. Ритуал затягивает Мёртвые огни — истинную форму «Оно», в сосуд, но затем «Оно» выбирается оттуда в виде красного воздушного шара. Предмет лопается об острые края метеорита, и существо предстаёт в виде гибрида клоуна Пеннивайза и гигантского паука. Существо подзуживает Майка рассказать «неудачникам» всю историю: индейские шаманы, испытав страх перед Пеннивайзом, были убиты в ходе ритуала. «Оно» нападает на «неудачников» и помещает Билла, Бена и Беверли в индивидуальные ловушки, из которых они выбираются: Билл освобождается от чувства вины за смерть своего младшего брата Джорджи, а Беверли понимает, что это Бен написал ей любовное письмо 27 лет назад. Майк противостоит Пеннивайзу, который его чуть не съедает, но Ричи удаётся отвлечь его, попав при этом в его мёртвые огни. Эдди спасает Ричи, но Пеннивайз внезапно пронзает Каспбрака одним из своих когтей. «Неудачники» бросаются к Эдди, который рассказывает, как заставил «Оно» почувствовать себя слабым. Вдохновлённые «неудачники» издеваются над «Оно», оскорбляя и унижая, вследствие чего существо буквально уменьшается в размерах и слабеет. Майк вырывает у «Оно» сердце, которое он и другие «неудачники» раздавливают голыми руками, окончательно убивая Пеннивайза. Ричи и остальные бросаются к Эдди, но обнаруживают, что он умер от полученных травм. «Неудачники» выбегают из дома, который разваливается вместе с логовом Пеннивайза.
Выжившие «неудачники» возвращаются на карьер, где они когда-то плавали вместе. Беверли целует Бена, позднее они начинают встречаться. Ричи возвращается на мостик, где он когда-то вырезал свои инициалы и вырезает имя другого человека, которым оказывается Эдди. Майк решает переехать из Дерри во Флориду для новой жизни. Все «неудачники» получают посмертное письмо от Стэна, в котором он объясняет, что считал себя помехой, его друзья могли бы победить «Оно», если бы были без него.

## В ролях

### Клуб неудачников
- Джессика Честейн — Беверли Марш
  - София Лиллис — молодая Беверли Марш
- Джеймс Макэвой — Билл Денбро
  - Джейден Мартелл — молодой Билл Денбро
- Билл Хейдер — Ричи Тозиер
  - Финн Вулфхард — молодой Ричи Тозиер
- Исайя Мустафа — Майк Хэнлон
  - Чоузен Джейкобс — молодой Майк Хэнлон
- Джей Райан — Бен Хэнском
  - Джереми Рэй Тейлор — молодой Бен Хэнском
- Джеймс Рэнсон — Эдди Каспбрак
  - Джек Дилан Грейзер — молодой Эдди Каспбрак
- Энди Бин — Стэнли Урис
  - Уайатт Олефф — молодой Стэнли Урис

### Формы Оно
- Билл Скарсгард — Пеннивайз
- Джексон Роберт Скотт — Джорджи Денбро
- Джоан Грегсон — миссис Кёрш
- Хавьер Ботет — прокажённый / ведьма

### Другие персонажи
- Тич Грант — Генри Бауэрс
  - Николас Хэмилтон — молодой Генри Бауэрс
- Джесс Вейкслер — Одра Филлипс
- Уилл Бейнбринк — Том Роган
- Ксавье Долан — Адриан Меллон
- Тейлор Фрей — Дон Хагарти
- Джейк Уэри — Джон «Уэбби» Гартон
- Эрик Джуннола — Стив Дьюби
- Коннор Смит — Кристофер Анвин
- Стивен Богарт — Элвин Марш
- Молли Аткинсон — Соня Каспбрак / Мира Каспбрак
- Марта Гирвин — Пэтти Блум
- Люк Росслер — Дин
- Райан Кира Армстронг — Виктория Фуллер
- Кэти Ланмен — Бетти Рипсом
- Джо Бостик — мистер Кин
- Джуно Ринальди — Гретта Кин
  - Меган Шарпантье — молодая Гретта Кин
- Оуэн Тиг — Патрик Хокстеттер
- Джейк Сим — Белч Хаггинс
- Логан Томпсон — Вик Крисс
- Стивен Кинг — Продавец магазина старых вещей (камео)

## Производство

### Разработка
16 февраля 2016 года продюсер Рой Ли в интервью для Collider затронул вопрос о продолжении фильма «Оно», заявив: «[Доберман] подготовил последний черновик совместно с Мускетти, так что будет два фильма».
19 июля 2017 года Мускетти сообщил, что производство сиквела начнётся весной 2018 года; «Сценарий второй части будет готов, скорее всего, к январю [2018 года]. В идеале мы приступим к работе в марте. Первая часть посвящена детям. Вторая расскажет об этих персонажах спустя 27 лет, когда они станут взрослыми, с флешбэками из 1989 года, когда они были детьми», — отметил он.
21 июля 2017 года Мускетти сказал: «Это будет вторая половина, не сиквел. Это вторая половина, и она крепко связана с первой». В то же время Энди предположил, что две вырезанные сцены из первого фильма (одна из которых — пожар в «Чёрном пятне») могут попасть во второй. Однако этого не произошло.
25 сентября 2017 года New Line Cinema анонсировала, что сиквел выйдет 6 сентября 2019 года. Автором сценария стал Гари Доберман, а на должность режиссёра вернулся Энди Мускетти. Впоследствии Доберман покинул проект и взялся за создание картины «Проклятие Аннабель 3», а до финала его сценарий довёл Джейсон Фукс.

### Кастинг
В интервью, данном в июле 2017 года, детей-актёров из первого фильма спросили, кого в сиквеле они хотели бы видеть в ролях их повзрослевших героев. София Лиллис выбрала Джессику Честейн, а Финн Вулфхард — Билла Хейдера; в результате Честейн и Хейдер получили эти роли.
В сентябре 2017 года Мускетти и его сестра сообщили, что Честейн — главная кандидатка на роль взрослой Беверли Марш. В ноябре 2017 года Честейн заинтересовалась участием в проекте. В феврале 2018 года Джессика официально получила роль Беверли; ранее она снималась в фильме Мускетти «Мама» 2013 года. В апреле 2018 года Хейдер и Джеймс Макэвой вели переговоры о ролях Ричи Тозиера и Билла Денбро. В мае 2018 года к актёрскому составу присоединились Джеймс Рэнсон, Джей Райан и Энди Бин в ролях взрослых Эдди Каспбрака, Бена Хэнскома и Стэнли Уриса.
В июне 2018 года Исайя Мустафа получил роль взрослого Майка Хэнлона, а Ксавье Долан и Уилл Бейнбринк — роли Адриана Меллона и Тома Рогана. Позже Тич Грант был утверждён на роль взрослого Генри Бауэрса, а Джесс Вейкслер — на роль жены Билла. В сентябре 2018 года стало известно, что Хавьер Ботет сыграл прокажённого и ведьму.

### Съёмки
Съёмочный процесс сиквела стартовал 19 июня 2018 года на студии Pinewood Toronto Studios. Декорации канализации были построены также на Pinewood. Бо́льшая часть съёмок проходила в Порт-Хоупе и его окрестностях летом 2018 года. В качестве библиотеки Дерри выступил экстерьер ратуши. Несколько наружных сцен отеля были сняты в городском отеле «Карлайл».
Съёмки нескольких эпизодов проходили в особняке 1902 года в Торонто, «Крэнфилд Хаус». В Ошаве был построен старый особняк, выступивший в качестве дома Пеннивайза; впоследствии здание сгорело. Изображённая в фильме синагога в действительности представляет собой Конгрегацию Кнесет Исраэль в Торонто. Наружные декорации средней школы Дерри снимались в ретритном центре «Маунт Мэри» в Анкастере (Онтарио). В числе других съёмочных локаций — заповедник Elora Quarry, Scottish Rite в Гамильтоне (Онтарио), Audley Park в Эйджаксе (Онтарио), Rouge Park в Скарборо (Онтарио) и ресторан The Mandarin в Миссиссоге.
Съёмки завершились в начале ноября 2018 года — продлились они 86 дней.

### Постпроизводство
За визуальные эффекты отвечали компании Atomic Arts и Method Studios. В работе участвовали Брук Линдон-Стенфорд, Джастин Корниш и Джош Симмондс, а также Николас Брукс, руководивший процессом, при поддержке Cubica, Lola VFX, Make VFX, Rodeo FX и Soho VFX. Лица актёров-подростков были омоложены.

## Музыка
29 марта 2019 года появилась информация о том, что Бенджамин Уоллфиш, композитор таких фильмов, как «Скрытые фигуры», «Бегущий по лезвию 2049» и «Шазам!», написал музыку для «Оно 2»; в 2017 году Уоллфиш создал саундтрек и для «Оно». Альбом увидел свет 30 августа 2019 года, содержит 45 оригинальных композиций.
Создавая музыку для картины, Уоллфиш задействовал оркестр и хор, а также темы из саундтрека первого фильма, причём «более масштабные и амбициозные — дабы отразить масштаб [второго] фильма». Бенджамин подготовил и новые темы, отражающие образы персонажей за прошедшие 27 лет.

## Маркетинг
Первый концепт-арт повзрослевшего «Клуба неудачников» был опубликован в период съёмок картины — 2 июля 2018 года. Первый тизер-постер был представлен 31 октября 2018 года, а первые кадры — на выставке CinemaCon 2 апреля 2019 года. Второй тизер-постер появился в сети 9 мая 2019 года вместе с тизер-трейлером. 17 июля 2019 года на San Diego Comic-Con вышли второй постер и кинотеатральный трейлер. На продвижение ленты по всему миру студия потратила в общей сложности 95 млн долларов.

## Релиз

### Кинотеатральный
Мировая премьера «Оно 2» состоялась 26 августа 2019 года в театре Regency Village Theater в Лос-Анджелесе (Калифорния). В кинотеатрах в США фильм вышел 6 сентября 2019 года, в России — 5 сентября. В прокат картину выпустила компания Warner Bros. Pictures.

### На носителях
Фильм вышел в цифровом формате 19 ноября 2019 года. Релиз на DVD, Blu-ray и 4K состоялся 10 декабря 2019 года в США.

## Восприятие

### Кассовые сборы
«Оно 2» собрал $211 622 525 в Северной Америке и $261 500 000 на других территориях, общемировые сборы — $473 123 154. По данным Deadline Hollywood, с учётом всех расходов и доходов чистая прибыль фильма составила $169 млн.
В Северной Америке в премьерные выходные фильм, по прогнозам, должен был собрать $90—100 млн в 4570 кинотеатрах; в неделю релиза картина побила рекорд Fandango по количеству предварительно проданных билетов на фильм ужасов. В первый день проката «Оно 2» заработал $37,4 млн, включая $10,5 млн с предварительных показов в четверг вечером. Это второй по величине показатель среди фильмов ужасов и сентябрьских премьер в целом — сиквел уступил первому фильму, который собрал $13,5 млн. Лента дебютировала с $91 млн и установила второй рекорд среди сентябрьских фильмов ужасов; «Оно» 2017 года собрал на $30 млн больше.
Снижение кассовых сборов объясняется неоднозначной реакцией критиков и практически трёхчасовым хронометражём, который, по мнению ряда кинопрокатчиков, мог помешать росту сборов. «Оно 2» стал пятикратным рекордсменом по сборам среди фильмов с рейтингом R, уступив своему предшественнику «Оно», «Матрице: Перезагрузка», «Дэдпулу» и «Дэдпулу 2». На вторые выходные сиквел собрал $39,6 млн, сохранив за собой первое место, а в третьи — $17,0 млн и был смещён новичком «Аббатство Даунтон».

### Оценки и отзывы
На агрегаторе рецензий Rotten Tomatoes 62 % из 382 критиков положительно отозвались о фильме, средняя оценка — 6,1/10. Консенсус сайта сформулирован следующим образом: «„Оно 2“ наглядно доказывает, что сиквелам ужастиков быть масштабнее — не значит быть страшнее; тем не менее, прекрасный актёрский состав и правильный подход к первоисточнику позволяют продолжению держаться на плаву». На агрегаторе Metacritic средневзвешенная оценка фильма составляет 58 из 100 на основании 52 рецензий, что соответствует «смешанным или средним» отзывам. Зрители, опрошенные CinemaScore, дали фильму оценку «B+» по шкале от «A+» до «F», как и предыдущему фильму; 76 % зрителей, опрошенных PostTrak, положительно отозвались о сиквеле, а 56 % дали ему оценку «однозначно рекомендую».
Ричард Ропер, пишущий для Chicago Sun-Times, похвалил сценографию и игру актёров; при этом критик отметил, что фильм получился не таким страшным, как первый: «При всей визуальной красоте фильма Мускетти и при участии талантливого Билла Скарсгарда, который вновь сыграл безумного, тревожно-эффектного и всепоглощающего Пеннивайза, „Оно 2“ произвёл на меня относительно слабое впечатление». Питер Дебрюге из Variety написал: «Во второй части чудовищного романа Стивена Кинга клоун вернулся, а дети выросли, что привело к чрезмерно затянутому, но достаточно страшному продолжению». Кристи Лемир из RogerEbert.com присвоила фильму две с половиной звезды из четырёх, заявив, что «„Оно 2“ — это огромная, растянутая, перегруженная и полная разочаровывающих поворотов картина, но актёрский состав подобран очень удачно — актёры так здорово сыграли, а спецэффекты монстров так безумно жутки, что фильм постоянно держит зрителя в напряжении».
Кэти Райф из The A.V. Club вручила картине оценку «C+» и похвалила исполнение Хейдера; рецензентка резюмировала: «Какой позор — создать такую прекрасную постановку, наполнить её талантливыми актёрами и высококлассными мастерами, а потом бросить их всех в ловушку из скудного юмора и разрозненного сюжета». Аджа Романо из Vox назвала сиквел «хорошо поставленным и зрелищным», но высказала недовольство «отсутствием химии» между взрослыми актёрами, подчеркнув, что фильм «замутняет смысл» романа Кинга. Рич Юзвиак из Jezebel написал на «Оно 2» отрицательную рецензию, назвав его «меланхоличным» и «фильмом, который не имеет представления о действующих принципах».
Также была раскритикована сцена самоубийства Стэна: в фильме данный персонаж совершил это с надеждой сплотить своих друзей, считая себя обузой для них; по сюжету книги Стэн покончил с собой исключительно из страха перед Пеннивайзом. По мнению критиков изданий Screen Rant и SyFy, фильм несёт плохой посыл зрителям; Уильям Биббиани из Bloody Disgusting и вовсе заявил, что картина «потенциально даёт публике мысль о том, что самоубийство может быть рациональной реакцией на пережитые в детстве травмы». Джессика Лашеналь из Bustle осудила фильм за прославление самоубийства Стэна как «благородной жертвы», подчеркнув, что это представляет опасность для тех, кто борется с проблемами психического здоровья.

### Награды и номинации
| Награда                                        | Категория                          | Номинанты и получатели                                 | Результат | Ист.   |
| ---------------------------------------------- | ---------------------------------- | ------------------------------------------------------ | --------- | ------ |
| Американское общество специалистов по кастингу | The Zeitgeist Award                | Рич Делия, Стефани Горин, Коко Клеппингер              | Номинация | [ 67 ] |
| Премия Голливуда в области музыки и медиа      | Лучший саундтрек — фильм ужасов    | Бенджамин Уоллфиш                                      | Номинация | [ 68 ] |
| Гильдия гримеров и стилистов по причёскам      | Лучший грим — художественный фильм | Шон Сансом, Шейн Зандер, Янта Голдберг                 | Номинация | [ 69 ] |
| Сатурн                                         | Лучший фильм ужасов                | «Оно 2»                                                | Номинация | [ 70 ] |
| Сатурн                                         | Лучший киноактёр второго плана     | Билл Хейдер                                            | Победа    | [ 70 ] |
| Сатурн                                         | Лучший грим                        | Шейв Зандер, Алек Гиллис, Том Вудрафф-младший          | Номинация | [ 70 ] |
| Сатурн                                         | Лучшие спецэффекты                 | Кристи Холлидж, Николас Брукс                          | Номинация | [ 70 ] |
| Премия «Мировой саундтрек»                     | Кинокомпозитор года                | Бенджамин Уоллфиш (также за фильм «Человек-невидимка») | Номинация |        |

## Будущее

### Возможный третий фильм
В сентябре 2019 года Скарсгард поведал о третьей части: «Здесь необходим правильный подход. Книга заканчивается на том же месте, что и второй фильм, так что это последняя глава данной истории. Но есть любопытный вариант — возвращение в прошлое до того, как всё это произошло. Вполне возможно, что там есть история, которую стоит исследовать. Разумеется, это будет история, которой нет в книге, — самостоятельная история, но, очевидно, в рамках той же вселенной. Так что может получиться что-то интересное. По-моему, это было бы здорово».
Два месяца спустя Гари Доберман также рассказал в интервью о возможности выхода «Оно 3»: «Я думаю, это возможно. Меня интересует всё, что связано со вселенной Стивена Кинга, но в двух фильмах мы смогли рассказать только часть его истории. Безусловно, в романе есть элементы, которые можно было бы расширить и снять по ним отдельный фильм. Вопрос только в том, захотят ли люди это увидеть. Оно жило на этой планете очень, очень, очень долго, а значит, было много кровавых событий и немало историй, которые можно показать, и мне кажется, что это обязательно произойдёт».

### Сериал—приквел
В марте 2022 года издание Variety сообщило, что Энди Мускетти и Джейсон Фукс разрабатывают и продюсируют сериал «Оно: Добро пожаловать в Дерри», сюжет которого развернётся до событий ленты «Оно»; также будет показана история происхождения Пеннивайза. Мускетти срежиссирует несколько серий, а Фукс напишет сценарий. Стивен Кинг заявил, что не будет участвовать в разработке сериала, но с удовольствием посмотрит его. Шоу выйдет в 2025 году на американском телеканале HBO.